# Alan Wheatley
Alan Wheatley (n. 19 aprilie 1907, Greater London, Anglia, Regatul Unit al Marii Britanii și Irlandei – d. 30 august 1991, Greater London, Anglia, Regatul Unit) a fost un actor englez și anterior crainic radio. Este probabil cel mai cunoscut pentru interpretarea răufăcătorului Șerif de Nottingham în serialul TV din anii 1950 The Adventures of Robin Hood, cu Richard Greene ca Robin Hood. În 1951, Wheatley a interpretat rolul lui Sherlock Holmes în primul serial TV cu detectivul fictiv creat de Sir Arthur Conan Doyle.

## Filmografie

### Film
| An   | Titlu                        | Rol                         | Note        |
| ---- | ---------------------------- | --------------------------- | ----------- |
| 1936 | The Conquest of Air          | Borelli                     |             |
| 1937 | William Tindale              | William Tindale             |             |
| 1945 | The Rake's Progress          | Edwards                     |             |
| 1945 | Caesar and Cleopatra         | Persian                     |             |
| 1946 | Appointment with Crime       | Noel Penn                   |             |
| 1946 | Spring Song                  | Menelli                     |             |
| 1947 | Jassy                        | Sir Edward Walker           |             |
| 1947 | The End of the River         | Irygoyen                    |             |
| 1947 | Brighton Rock                | Fred Hale                   |             |
| 1948 | Corridor of Mirrors          | Edgar Orsen                 |             |
| 1948 | Counterblast                 | M.W. Kennedy                |             |
| 1948 | Calling Paul Temple          | Edward Lathom               |             |
| 1948 | Sleeping Car to Trieste      | Karl / Charles Pool         |             |
| 1949 | It's Not Cricket             | Felix                       |             |
| 1949 | For Them That Trespass       | Librarian                   | Nemenționat |
| 1951 | Home to Danger               | Hughes                      |             |
| 1952 | Whispering Smith Hits London | Reith                       |             |
| 1952 | The Pickwick Papers          | Fogg                        |             |
| 1953 | Spaceways                    | Dr Smith                    |             |
| 1953 | The Limping Man              | Inspector Braddock          |             |
| 1953 | Small Town Story             | Nick Hammond                |             |
| 1954 | The Javenese Dagger          | Victor                      | film scurt  |
| 1954 | The Diamond                  | Thompson Blake              |             |
| 1954 | The House Across the Lake    | Inspector MacLennan         |             |
| 1954 | Delayed Action               | Mark Cruden                 |             |
| 1954 | Elizabethan Express          | Narator                     | Voce        |
| 1955 | Simon and Laura              | Adrian Lee                  |             |
| 1958 | The Duke Wore Jeans          | King of Ritallia            |             |
| 1960 | Inn for Trouble              | Harold Gaskin               |             |
| 1961 | Frederic Chopin              | Unknown                     | film scurt  |
| 1961 | The Shadow of the Cat        | Inspector Rowles            |             |
| 1963 | Master Spy                   | Paul Skelton                |             |
| 1963 | Tomorrow at Ten              | Assistant Commisoner Bewley |             |
| 1964 | A Jolly Bad Fellow           | Epicene                     |             |
| 1964 | Clash By Night               | Ronald Grey-Simmons         |             |

### Televiziune
| An             | Titlu                                      | Rol                                                                                            | Episoade | Film TV |
| 1937           | The Importance of Being Earnest            | Lane                                                                                           | | Film TV |
| 1938           | The Gaylord Quex                           | Unknown                                                                                        | | Film TV |
| 1938           | Bardell Against Pickwick                   | Sam Weller                                                                                     | | Film TV |
| 1938           | Julius Caesar                              | Titinius                                                                                       | | Film TV |
| 1938           | The Importance of Being Earnest            | Lane                                                                                           | | Film TV |
| 1939           | Edna's Fruit Hat                           | Sid                                                                                            | | Film TV |
| 1939           | The Tempest                                | Alonso                                                                                         | | Film TV |
| 1939           | Caesar's Friend                            | Judas                                                                                          | | Film TV |
| 1939           | Katharine and Petruchio                    | Hortensio                                                                                      | | Film TV |
| 1939           | Annajanska, the Bolshevik Empress          | Schniedekind                                                                                   | | Film TV |
| 1939           | The Chance of a Lifetime                   | Joe Bessano                                                                                    | | Film TV |
| 1939           | Magic                                      | The Stranger                                                                                   | | Film TV |
| 1939           | Fiat Justitia                              | Unknown                                                                                        | | Film TV |
| 1939           | Mr. Jones Dines Out                        | The waiter                                                                                     | | Film TV |
| 1939           | The Circle                                 | Arnold Cheney                                                                                  | | Film TV |
| 1946           | A Phoenix to Frequent                      | Tegeus-Chromis                                                                                 | | Film TV |
| 1946           | Bardell against Pickwick                   | Sam Weller                                                                                     | | Film TV |
| 1947           | Everyman                                   | Five Wits                                                                                      | | Film TV |
| 1947           | Caesar's Friend                            | Judas                                                                                          | | Film TV |
| 1947           | The Little Dry Thorn                       | Lot                                                                                            | | Film TV |
| 1947           | The Round Dozen                            | Ashenden                                                                                       | | Film TV |
| 1947           | Edward II                                  | Gaveston                                                                                       | | Film TV |
| 1947           | The Coventry Nativity Play                 | Herod                                                                                          | | Film TV |
| 1948           | Volpone                                    | Mosca                                                                                          | | Film TV |
| 1948           | King Lear                                  | King's fool                                                                                    | | Film TV |
| 1948           | He That Should Come                        |                                                                                                | | Film TV |
| 1949           | The Happiest Days of Your Life             | Mr. Billings                                                                                   | | Film TV |
| 1949           | The Coventry Nativity Play                 | Herod                                                                                          | | Film TV |
| 1950           | Mrs. Dot                                   | James Blenkinsop                                                                               | | Film TV |
| 1950           | Triple Bill                                | Unknown                                                                                        | | Film TV |
| 1950           | Treasures in Heaven                        | Andrew Carne                                                                                   | | Film TV |
| 1950           | The Tragedy of King Richard III            | King Richard III                                                                               | | Film TV |
| 1950 1951      | BBC Sunday-Night Theatre                   | Rupert Cadell Humphrey Rhodes Roderigo Richard de Beauchamp Fainall Lozovsky Sire de Maletroit | Season 1: (3 episodes) Season 2: (4 episodes)                                                                                          |         |
| 1951           | Sherlock Holmes                            | Sherlock Holmes                                                                                | Season 1: (6 episodes) |         |
| 1951           | The Inch Man                               | Tommy Mitzner                                                                                  | Season 1, Episode 6: "Moments so Few"                                                                                                  |         |
| 1952           | The Twelfth Brother                        | Pharaoh                                                                                        | TV Short |         |
| 1953           | Rope                                       | Rupert Cadell                                                                                  | TV Movie |         |
| 1953           | Jesus of Nazareth                          | Pilate                                                                                         | TV MIni-series (uncredited) |         |
| 1954           | Prelude to Glory                           | Marquis of Conygham                                                                            | TV Movie |         |
| 1955- 1960     | The Adventures of Robin Hood               | Sheriff of Nottingham                                                                          | Season 1: (26 episodes) Season 2: (26 episodes) Season 3: (21 episodes) Season 4: (8 episodes)                                         |         |
| 1956           | Rheingold Theatre                          | Nicolis                                                                                        | Season 4, Episode 7: "Dimitrios" |         |
| 1956           | Colonel March of Scotland Yard             | O'Brien                                                                                        | Season 1, Episode 9: " The Second Mona Lisa"                                                                                           |         |
| 1956           | Adventure Theater                          | Victor                                                                                         | Season 1, Episode 2: " The Javanese Dagger"                                                                                            |         |
| 1956           | The Count of Monte Cristo                  | Bennet Colonel Michelle                                                                        | Season 1: (2 episodes) |         |
| 1957 1958      | The New Adventures of Charlie Chan         | Professor Ambrose Pietro Monti                                                                 | Season 1: (2 episodes) |         |
| 1958           | Tales from Dickens                         | Mr. Murdstone                                                                                  | Season 1: (2 episodes) |         |
| 1958 1962 1965 | ITV Play of the Week                       | Jonathan Brewster Unknown Cardinal of Palermo                                                  | Season 3, Episode 50: "Arsenic and Old Lace" Season 8, Episode 7: "When the Kissing Had to Stop" Season 11, Episode 2: "The Successor" |         |
| 1959           | A Farthings Damages                        | Marcus Dane                                                                                    | TV Movie |         |
| 1960           | International Detective                    | Colonel Duggan                                                                                 | Season 1, Episode 14: "The Oakland Case"                                                                                               |         |
| 1960           | An Arabian Night                           | Jafar                                                                                          | TV Movie |         |
| 1960           | No Hiding Place                            | Dandy Henderson                                                                                | Season 2, Episode 20: "Two-Time Loser"                                                                                                 |         |
| 1961           | Danger Man                                 | Alexis                                                                                         | Season 1, Episode 33: "The Hired Assassin"                                                                                             |         |
| 1961           | You Can't Win                              | Hearn                                                                                          | Season 1, Episode 3; "Professional Status"                                                                                             |         |
| 1961           | Gilbert and Sullivan: The Immortal Jesters | Richard D'Oyly Carte                                                                           | Season 1: (3 episodes) |         |
| 1961 1963      | Maigret                                    | UnknownJulien Chabot                                                                           | Season 2, Episode 6: "The Lost Sailor" Season 4, Episode 2: "The Fontenay Murders"                                                     |         |
| 1962           | The Six Proud Walkers                      | Oscar Lilywhite                                                                                | Season 1: (2 episodes) |         |
| 1963           | It Happened Like This                      | Hastings                                                                                       | Season 1, Episode 5: "The missing Line"                                                                                                |         |
| 1964           | Doctor Who                                 | Temmosus                                                                                       | Season 1: (2 episodes) |         |
| 1964           | The Protectors                             | James Benson                                                                                   | Season 1, Episode 12: "Channel Crossing"                                                                                               |         |
| 1964           | The Midnight Men                           | Prince Rohat                                                                                   | Season 1, Episode 1: "The Man from Miditz"                                                                                             |         |
| 1964 1965      | Crane                                      | Michaud Dr. Hilfe                                                                              | Season 2, Episode 13: " Man Without A Past"                                                                                            |         |
| 1965           | Danger Man                                 | Solicitor                                                                                      | Season 1, Episode 14: " Such Men are Dangerous"                                                                                        |         |
| 1967           | The Baron                                  | Lord Mountford                                                                                 | Season 1, Episode 23: "The Edge of Fear"                                                                                               |         |
| 1967           | Mystery Hall                               | Alex Ramsey                                                                                    | Season 1: (6 episodes) |         |
| 1969           | The Avengers                               | Dangerfield                                                                                    | Season 7, Episode 25: "Who Was That Man I Saw You With?"                                                                               |         |
| 1970           | Department S                               | Carter                                                                                         | Season 2, Episode 19: "A Ticket to Nowhere", (Last appearance)                                                                         |         |